# Jim Jordan

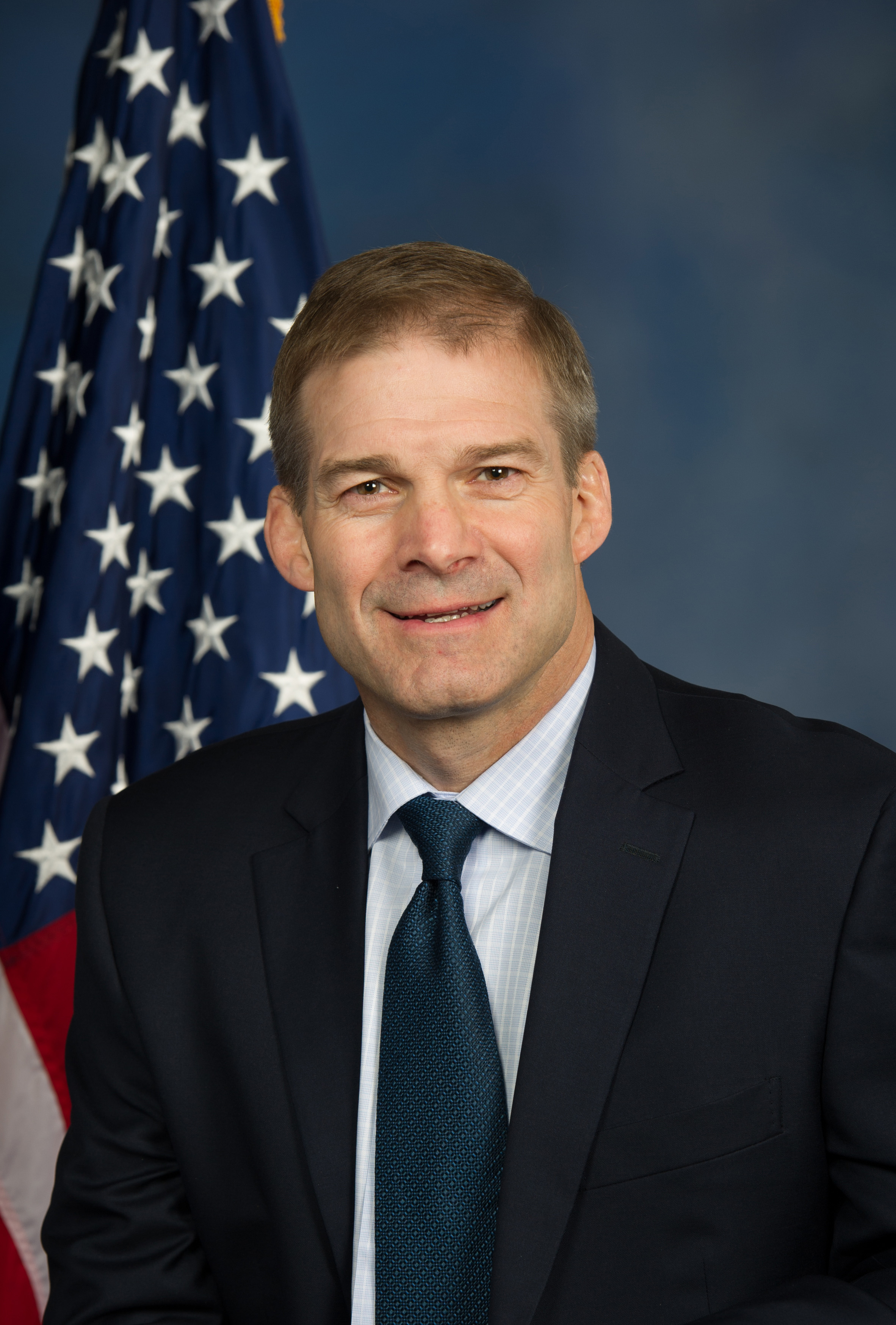
Jim Jordan (2015)

James Daniel „Jim“ Jordan (* 17. Februar 1964 in Troy, Miami County, Ohio) ist ein US-amerikanischer Politiker der Republikanischen Partei. Seit 2007 ist er für den vierten Distrikt des Bundesstaats Ohio Mitglied im US-Repräsentantenhaus. Er gehört dem als rechtsextrem eingeordneten Flügel seiner Partei („Freedom Caucus“) an.
Im Oktober 2023 kandidierte er dreimal vergeblich für das einflussreiche Amt des Sprechers des US-Repräsentantenhauses.

## Biografie
James Daniel „Jim“ Jordan wurde 1964 in der Stadt Troy in Ohio geboren. Seine Eltern waren John und Shirley Jordan. Jordan schloss 1982 die Graham High School in St. Paris, Ohio, ab. Dabei gewann er vier Jahre in Folge die Staatsmeisterschaft der Schüler im Ringen. Das darauf folgende Studium an der University of Wisconsin–Madison schloss er 1986 mit dem Bachelorgrad in Volkswirtschaft ab. 1985 und 1986 wurde er jeweils US-amerikanischer Studentenmeister im Ringen der 61-kg-Gewichtsklasse. Er ging danach a die Ohio State University, wo er seinen Master of Arts in Erziehungswissenschaft erwarb und als Assistenztrainer der Ringer angestellt wurde. Diese Anstellung hatte er von 1987 bis 1995 inne. An der Capital University Law School in Columbus, Ohio, studierte er Rechtswissenschaften bis zu seinem erfolgreichen Abschluss als Juris Doctor (J.D.) im Jahr 2001. Das „bar exam“ (dem zweiten Staatsexamen in Deutschland entsprechend) legte er nie ab.
Mit seiner Ehefrau Polly geb. Stickley, die er 1985 heiratete, und vier Kindern lebt er bei Urbana im Champaign County (Ohio).

## Politik

### Repräsentantenhaus und Senst von Ohio
1995 zog er ins Repräsentantenhaus von Ohio ein, in dem er bis 2000 den 85. Wahlbezirk Ohios vertrat. Anschließend hatte er von 2001 bis zu seiner Wahl ins US-Repräsentantenhaus den Sitz für den 12. Wahlbezirk im Senat von Ohio inne.

### Einzug in Repräsentantenhaus und Wiederwahl
Im Jahr 2006 wurde Jordan als Nachfolger des ausscheidenden Abgeordneten Michael Oxley für den vierten Wahldistrikt Ohios in das US-Repräsentantenhaus gewählt und trat dort am 3. Januar 2007 sein Mandat an. Er gehörte dem United States House Select Committee on Benghazi an. Zwischen 2011 und 2013 war er Vorsitzender des Republican Study Committee und ist seit dem 10. Februar 2015 Gründungsvorsitzender des rechtskonservativen Freedom Caucus. Als solcher übte er großen Einfluss auf die Politik im Repräsentantenhaus aus, da die Republikaner für ihre Mehrheit auf diese Gruppe angewiesen waren. Er konnte alle folgenden sieben Wahlen seit der Wahl von 2008 gewinnen.
Die Primary (Vorwahl) seiner Partei im Mai 2022 für die Wahlen 2022 konnte er ohne Gegenkandidat gewinnen. Bei den Wahlen zum Repräsentantenhaus im Jahr 2022 setzte er sich gegen Tamie Wilson von der Demokratischen Partei durch. Auch Bei der folgenden Kongresswahl 2024 hatte Jim Jordan in der Vorwahl keinen Herausforderer. Die Hauptwahl gegen die Demokratin Tamie Wilson gewann er mit 68,5 %. Seine aktuelle Amtszeit im Repräsentantenhaus des 119. Kongresses läuft noch bis zum 3. Januar 2027.

### Ausschüsse
Für den 118. Kongress ist er Mitglied in folgenden Ausschüssen des Repräsentantenhauses:
- Committee on Oversight and Reform
  - Civil Rights and Civil Liberties
  - Select Subcommittee on the Coronavirus Crisis
- Committee on the Judiciary Ranking Member

Er gehört dem als rechtsextrem eingeordneten „Freedom Caucus“ an und war einer der Mitgründer des Caucus.

### Vorwürfe der Untätigkeit bei Skandal um sexuellen Missbrauch
Anfang Juli 2018 machten drei frühere Ringer der Ohio State University den Vorwurf öffentlich, dass Jordan in seiner Zeit als Assistenztrainer über sexuellen Missbrauch durch den damaligen Universitätsarzt gewusst oder das offene Geheimnis ignoriert habe; Jordan erklärte, er habe davon keine Kenntnis gehabt und hätte in einem solchen Fall eingegriffen.
Insbesondere Mitglieder des Freedom Caucus erklärten ihre Unterstützung für Jordan. 2020 erneuerte der ehemalige Kapitän des Ringerteams der Universität in einer Anhörung im Statehouse von Ohio die Vorwürfe gegen Jordan. Dieser habe ihn angefleht, auf seinen Bruder einzuwirken, um die Vorwürfe sexuellen Missbrauchs durch den Universitätsarzt zurückzunehmen.

### Bewerbung um das Amt des Sprechers im Repräsentantenhaus
Im Juli 2018 gab Jordan bekannt, sich um die Nachfolge Paul Ryans als Sprecher des Repräsentantenhauses zu bewerben. Ryan hatte im April angekündigt, sich nach der Wahl zum Repräsentantenhaus im November 2018 aus der Politik zurückzuziehen; er erklärte, Jordan nicht zu unterstützen, sondern Kevin McCarthy. Jordan nannte als seine zukünftigen Schwerpunkte die Abschaffung von Obamacare, den Bau einer Grenzmauer zu Mexiko und eine Reform des Einwanderungswesens. Nach dem Verlust der Mehrheit der Republikaner im Repräsentantenhaus bei der Wahl 2018 kandidierte Jordan gegen McCarthy für die Position des Minderheitenführers (also des Fraktionsvorsitzenden) und verlor klar.
Nach der Abwahl McCarthys als Sprecher des Repräsentantenhauses am 3. Oktober 2023 wurde Jordan von der Republikanischen Fraktion als Kandidat für diesen Posten nominiert. Bei der ersten Abstimmung im Plenum am 17. Oktober 2023 stimmten zwanzig Parteikollegen gegen ihn; Jordan konnte damit nicht die notwendige Mehrheit für die Wahl zum Sprecher erreichen. Auch bei der zweiten Abstimmung, am 18. Oktober 2023, konnte er sich nicht durchsetzen, nachdem 22 republikanischen Parteikollegen nicht für ihn gestimmt hatten. Nachdem am folgenden Tag der Versuch gescheitert war, den geschäftsführenden Sprecher (Speaker pro-tempore) Patrick McHenry vorübergehend mit zusätzlichen Vollmachten auszustatten, kam es am 20. Oktober 2023 zu einer dritten Abstimmung. Er scheiterte abermals, diesmal mit 25 republikanischen Abgeordneten, die gegen ihn stimmten. In einer anschließenden geheimen, internen Abstimmung der Republikaner entschied sich eine Mehrheit mit 112 zu 86 gegen eine weitere Kandidatur Jordans.

### Verhältnis zu Trump
Kurz vor Beginn der Anhörungen zum Amtsenthebungsverfahren gegen Präsident Donald Trump wechselten die Republikaner Jordan in den Geheimdienstausschuss ein, um es ihm zu ermöglichen, die Zeugen zu befragen. Nach Ende der Anhörungen verließ er den Ausschuss wieder; sein Sitz ging an Rick Crawford, von dem er ihn auch übernommen hatte. Während der Anhörungen fiel Jordan besonders durch seinen aggressiven Befragungsstil und seine feurige Verteidigung Trumps auf. Der Vorsitzende des Ausschusses, Adam Schiff, ermahnte ihn mehrmals. Jordan bezeichnete die Untersuchung als Schauprozess.
Nachdem das Repräsentantenhaus das Amtsenthebungsverfahren in die Wege geleitet hatte, wurde Jordan Mitglied des Verteidigungsteams des Präsidenten.
Im Januar 2021 verlieh ihm Donald Trump als noch amtierender Präsident die Freiheitsmedaille.

### Verhalten um die Anfechtung der Wahl 2020
Jordan gehörte zu den Mitgliedern des Repräsentantenhauses, die bei der Auszählung der Wahlmännerstimmen bei der Präsidentschaftswahl 2020 für die Anfechtung des Wahlergebnis stimmten.
Präsident Trump hatte wiederholt propagiert, dass es umfangreichen Wahlbetrug gegeben hätte, so dass er sich als Sieger der Wahl sah.
Für diese Behauptungen wurden keinerlei glaubhafte Beweise eingebracht.
Der Supreme Court wies eine entsprechende Klage mit großer Mehrheit ab, wobei sich auch alle drei von Trump ernannten Richter gegen die Klage stellten.